# Залешак, Мирослав
Мирослав Залешак (словац. Miroslav Zálešák; род. 2 января 1980 года, Скалица, Чехословакия) — словацкий хоккеист, правый нападающий.

## Карьера
Воспитанник хоккейной школы «ХК 36 Скалица». Выступал за ХК «Нитра», «Драммонвиль Волтижерс» (QMJHL), «Кентукки Торафблейдс» (АХЛ), «Кливленд Беронс» (АХЛ), «Сан-Хосе Шаркс», ХК 36 Скалица», ХК «Литвинов», Сёдертелье, «Тржинец», «ХК Кошице».
В чемпионатах НХЛ — 12 матчей (1+2). В чемпионатах Словакии — 263 матча (114+145), в плей-офф — 48 матчей (15+23). В чемпионатах Чехии — 66 матчей (12+11), в плей-офф — 7 матчей (2+1). В чемпионатах Швеции — 43 матча (16+9), в плей-офф — 9 матчей (1+3).
В составе национальной сборной Словакии провел 40 матчей (5 голов); участник чемпионатов мира 2006 и 2010 (10 матчей, 0+1). В составе молодежной сборной Словакии участник чемпионатов мира 1999 и 2000.

## Достижения
- Чемпион Словакии (2011), серебряный призер (2009), бронзовый призер (2008)
- Бронзовый призер молодежного чемпионата мира (1999)